# Episodi di Harbor Command
La prima e unica stagione della serie televisiva Harbor Command venne trasmessa negli Stati Uniti d'America dall'11 ottobre 1957 al 4 luglio 1958 in syndication.
| nº | Titolo originale      | Prima TV USA     |
| -- | --------------------- | ---------------- |
| 1  | Champhor Tubes        | 11 ottobre 1957  |
| 2  | Murder on Pier 7      | 18 ottobre 1957  |
| 3  | Boat Bomb             | 25 ottobre 1957  |
| 4  | The Bag               | 1º novembre 1957 |
| 5  | Fisherman's League    | 8 novembre 1957  |
| 6  | Frightened Witness    | 15 novembre 1957 |
| 7  | The Assassin          | 22 novembre 1957 |
| 8  | Counterfeit Money     | 29 novembre 1957 |
| 9  | Final Score           | 6 dicembre 1957  |
| 10 | Dead on "B" Deck      | 13 dicembre 1957 |
| 11 | Ransom at Sea         | 20 dicembre 1957 |
| 12 | Floating Transmitter  | 27 dicembre 1957 |
| 13 | Illegal Entry         | 3 gennaio 1958   |
| 14 | Yacht Club            | 10 gennaio 1958  |
| 15 | Trapped Pilings       | 17 gennaio 1958  |
| 16 | Harbor Mission        | 24 gennaio 1958  |
| 17 | Gold Smugglers        | 31 gennaio 1958  |
| 18 | Contraband Diamonds   | 7 febbraio 1958  |
| 19 | The Big Hoax          | 14 febbraio 1958 |
| 20 | The Witness           | 21 febbraio 1958 |
| 21 | Killer on My Doorstep | 28 febbraio 1958 |
| 22 | Four to Die           | 7 marzo 1958     |
| 23 | Hostage               | 14 marzo 1958    |
| 24 | Rendezvous at Sea     | 21 marzo 1958    |
| 25 | Right to Die          | 28 marzo 1958    |
| 26 | Date with Eternity    | 4 aprile 1958    |
| 27 | Sunken Gold           | 11 aprile 1958   |
| 28 | Decoy                 | 18 aprile 1958   |
| 29 | Arson                 | 25 aprile 1958   |
| 30 | Shore Patrol          | 2 maggio 1958    |
| 31 | Smallpox              | 9 maggio 1958    |
| 32 | Ghost Ship            | 16 maggio 1958   |
| 33 | Bum's Rush            | 23 maggio 1958   |
| 34 | Lover's Lane Bandits  | 30 maggio 1958   |
| 35 | Lobster Smuggling     | 6 giugno 1958    |
| 36 | Clay Pigeon           | 13 giugno 1958   |
| 37 | The Phychiatrist      | 20 giugno 1958   |
| 38 | Sanctuary             | 27 giugno 1958   |
| 39 | Desperate Men         | 4 luglio 1958    |

## Champhor Tubes
- Prima trasmissione: 11 ottobre 1957
- Regia: Herbert L. Strock
- Soggetto: Leo Handel
- Sceneggiatura: Vincent Fotre

### Trama
Sul lungomare viene commesso l'omicidio di un poliziotto portuale, che aveva sorpreso due contrabbandieri intenti a nascondere l'eroina prelevata dall'armadietto di un marinaio. Il capitano Baxter arriva in tempo per ascoltare le ultime parole del poliziotto, "Champhor Tubes" e si rende conto che quello è il luogo dove viene nascosta la droga, i tubi di canfora. Le indagini per incastrare gli assassini lo conducono a una nave ancorata nel porto.
- Interpreti: Larry Thor (tenente di polizia Crowley), Dale Van Sickel (Steve Harris), Ray Foster (secondo ufficiale Pearson), John Sorrentino (capo della polizia), Vance Skarstedt (ufficiale Pate Donnelly), George DeNormand (ufficiale della Harbor Command), Barry Russo (pilota del motoscafo taxi)
- Nota: L'episodio è conosciuto anche con il titolo Cop Killer.

## Murder on Pier 7
- Prima trasmissione: 18 ottobre 1957
- Regia: James Sheldon
- Sceneggiatura: Arthur Weiss

### Trama
Un guardiano notturno viene ucciso durante una rapina da un giovane drogato e uno stivatore con un gancio per balle, utilizzato dagli scaricatori di porto per movimentare il carico. Il capitano Baxter scopre che gli oltre cinquemila lavoratori dell'area portuale sono tutti in possesso dei ganci e le indagini si complicano.
- Interpreti: Gene Roth (Rawley), K.L. Smith (Robert Hayes), Dale Van Sickel (Henry Judson), Byron Keith (Manny, capo della polizia), James Logan (John Lambert)
- Nota: L'episodio è conosciuto anche con il titolo Camera Murder.

## Boat Bomb
- Prima trasmissione: 25 ottobre 1957
- Regia: Leon Benson
- Sceneggiatura: Don Ingalls

### Trama
Un marinaio giura vendetta sul capitano della nave che lo ha licenziato e, in preda a istinti criminali, installa una bomba carica di nitroglicerina su un mercantile attraccato in porto. Il capitano Baxter perlustra il lungomare per prevenire il disastro.
- Interpreti: Ken Drake (Frank Chaney), Richard O'Brien (capitano Hardestry), Troy Melton (ufficiale Turner), Joe Miksak (Balley, spedizioniere), Carolyn Ruth Pettit (Judy), Frank Biro (proprietario della barca)
- Nota: L'episodio è conosciuto anche con il titolo Time Bomb.

## The Bag
- Prima trasmissione: 1º novembre 1957
- Regia: Herbert L. Strock
- Sceneggiatura: John Kneubuhl

### Trama
Un lavoratore portuale allo sbando ruba un barattolo contenente una sostanza chimica, il sodio metallico, altamente combustibile, che prende fuoco a contatto con l'acqua o l'aria. Sentendosi braccato dal capitano Baxter e dai suoi uomini, abbandona la sostanza chimica nella cabina di un peschereccio il cui proprietario prende il largo, non sapendo del rischio che corre. Baxter, con una lancia della polizia, effettua la ricerca del peschereccio.
- Interpreti: Sydney Smith (tenente Williams), Charles Wagenheim (Peter Bagley), Bing Russell (Jim), Diane Brewster (Marie), Jim Hayward (Pop), Larry J. Blake (Harper), William Boyett (sergente Geary), Stuart Whitman (poliziotto in auto che parla alla radio), Paul Harber (spedizioniere), Robert Brubaker (scienziato)
- Nota: L'episodio è conosciuto anche con il titolo Metallic Sodium.

## Fisherman's League
- Prima trasmissione: 8 novembre 1957
- Regia: James Sheldon
- Sceneggiatura: Don Clark

### Trama
Un antico "racket della protezione" che terrorizzava innumerevoli uomini d'affari durante i giorni del proibizionismo ritorna a dettare legge in città mentre un'orda di criminali minaccia il porto, distruggendo la pesca giornaliera bagnandola con la benzina. Le vittime sono pescatori che devono pagare per non subire ulteriori violenze. Quando un vecchio marinaio viene brutalmente picchiato, gli altri pescatori hanno paura di combattere la criminalità.
- Interpreti: George Cisar (Danner), Walter Cray (Joe Kelly), Troy Melton (ufficiale Turner), William Vaughan (Mario Savalas), Leslie Abbott (Pete), Tony Rock (Frank St. Angelo)
- Nota: L'episodio è conosciuto anche con il titolo Protection Racket.

## Frightened Witness
- Prima trasmissione: 15 novembre 1957
- Regia: Leon Benson
- Sceneggiatura: William Driskill

### Trama
Un famigerato gangster e i suoi uomini fanno pressione sui guardiani dei magazzini sul lungomare affinché tacciano mentre depredano vari beni lì immagazzinati in attesa di essere stivati sui mercantili, minacciando loro e le loro famiglie. Uno di loro è troppo terrorizzato per fornire informazioni al capitano Baxter.
- Interpreti: Len Hendry (Nick Ferris), Jack Mather (Becker), Paul Maxwell (Tom Gorman), Jean Ruth (Jeanne Gorman), Craig Duncan (guardiano), Joey Ray (Van Dyke), N.J. Davis (Andrews), Ben Rombouts (Jitts)
- Nota: L'episodio è conosciuto anche con il titolo Silent Watchman.

## The Assassin
- Prima trasmissione: 22 novembre 1957
- Regia: Leon Benson
- Sceneggiatura: Lee Berg

### Trama
Una folla di persone fiancheggia il molo, in attesa dell'arrivo di un enorme transatlantico. In mezzo a loro c'è un potenziale assassino non identificato che cerca di uccidere uno dei passeggeri. Dopo essere stato informato dei suoi piani, il capitano Baxter con i suoi uomini attendono la discesa dei passeggeri a terra per individuare l'assassino impedendo che porti a termine il suo piano.
- Interpreti: Bob Shield (agente FBI Crane), Charles Maxwell (l'assassino), Chuck Webster (Al, giornalista del quotidiano), Eve Brent (Lana), Clark Howat (capo della polizia)
- Nota: L'episodio è conosciuto anche con il titolo Hired Killer.

## Counterfeit Money
- Prima trasmissione: 29 novembre 1957
- Regia: Sutton Roley
- Sceneggiatura: A. Sanford Wolfe, Irwin Winehouse

### Trama
La polizia portuale interrompe una partita a dadi, scoprendo che uno degli uomini arrestati ha in tasca due banconote da 20 dollari contraffatte. Il comando del porto e il dipartimento del tesoro rintracciano i soldi attraverso un marinaio che dovrebbe lasciare il porto quel giorno per Hong Kong a un proprietario di un banco dei pegni che afferma di non aver mai incontrato il marinaio. Il capitano Baxter, durante le indagini, rintraccia conti bancari fasulli e la Seaman's Pawn Shop, un'attività nella quale i falsari agiscono sotto copertura.
- Interpreti: Max Palmer (J. Nicholas Finn), Moody Blanchard (Lefty Joe Harcourt), Robert Brubaker (Bob Jackson, agente dipartimento del tesoro), Ed Nelson (partecipante arrestato della partita a dadi), Eddie Bartell (impiegato hotel), Lee Hall, Cal Ritchie, Dave Allen, Dean Berg
- Nota: L'episodio è conosciuto anche con il titolo Counterfeit 20's.

## Final Score
- Prima trasmissione: 6 dicembre 1957
- Regia: Sutton Roley
- Sceneggiatura: Don Ingalls

### Trama
Dolph Bentley, un ex detenuto e scaricatore di porto, viene colto sul fatto nell'atto di rapinare un magazzino. Disperato, uccide il testimone e fa in modo che il colpevole sia un giovane marinaio, costringendolo ad autoaccusarsi dell'omicidio e della rapina. Con il pretesto dell'amicizia, Bentley convince il marinaio a fuggire, ma lo pone sulla traiettoria dei proiettili dei poliziotti portuali.
- Interpreti: Billy Nelson (Dolph Bentley), Don Eitner (Ted Watson), George Eldredge (Burke), Byron Keith (ufficiale Watson), Jamie Foster (Jess Tully), Dean Berg (ufficiale)
- Nota: L'episodio è conosciuto anche con il titolo Frame-up.

## Dead on "B" Deck
- Prima trasmissione: 13 dicembre 1957
- Regia: Philip Ford
- Sceneggiatura: Arthur Weiss

### Trama
Robert Bolton e John Pickett, ladri di gioielli internazionali, assumono un facchino per contrabbandare diamanti rubati negli Stati Uniti. Un transatlantico attracca con un carico di diamanti rubati di enorme valore e il facchino uccide uno dei contrabbandieri provando a rivendere le gemme al banco dei pegni. Il capitano Baxter, chiamato per risolvere il caso, fa di tutto per catturarlo.
- Interpreti: Lee Rhodes (Robert Bolton), Mauritz Hugo (John Pickett), John Close (Leo Karp), Clark Howat (capo della polizia), Dick Bernie (Frank), Thomas E. Jackson (proprietario banco dei pegni), Gene Walker (Porter), Paul Serra (McCord), Victor Paulsen, Charles Zacha Jr., Tom de Graffenried
- Nota: L'episodio è conosciuto anche con il titolo Smuggled Jewels.

## Ransom at Sea
- Prima trasmissione: 20 dicembre 1957
- Regia: Lew Landers
- Sceneggiatura: Irving H. Cooper

### Trama
Un'impresa di costruzioni navali deve affrontare un'enorme perdita quando un camion carico di macchinari scompare misteriosamente. L'azienda riceve una strana richiesta da un anonimo, che dice di avere in mano un prezioso prototipo di stabilizzatore navale, ordinando loro di far recapitare 100.000 dollari come riscatto. Il capitano Baxter scopre che i ladri sono due teppisti.
- Interpreti: William Bryant (Frank Holzer), Freeman Lusk (Chester Ludwig), Steve Mitchell (complice), Bob Wehling (lavoratore portuale), Byron Keith (capo della polizia), Sidney Chatton (ufficiale)
- Nota: L'episodio è conosciuto anche con il titolo Kidnapping.

## Floating Transmitter
- Prima trasmissione: 27 dicembre 1957
- Regia: Lew Landers
- Sceneggiatura: Roger Emerson Garris

### Trama
Una banda di contrabbandieri, poco prima dell'attracco al porto, scarica stupefacenti fuori bordo per evitare controlli allo sbarco, recuperandoli successivamente nella baia attraverso sofisticati dispositivi di ricerca.
- Interpreti: Michael Bryant (Smuggler), Ken Mayer (Sharkey), Nicky Blair (Tommy), Doug Henderson (Agente), Tom Dillon (Wells), Jerry Frank (Jarvis), Joe Miksak (Williams)
- Nota: L'episodio è conosciuto anche con il titolo Heroin.

## Illegal Entry
- Prima trasmissione: 3 gennaio 1958
- Regia: Roger Kay
- Sceneggiatura: David Chandler

### Trama
Un agente federale della narcotici che era vicino a intercettare la merce da un sindacato internazionale di droga capeggiato dal boss criminale Pete Seguras che cerca di entrare negli Stati Uniti, viene trovato ucciso. Il capitano Baxter, grazie a un telegramma strategico in codice, cerca di bloccarli.
- Interpreti: Lawrence Green (Pete Seguras), Alan Reynolds (Roger Phillips), William McGraw (Turk), Theodore Lehmann (Sid Canby), Dean Berg (ufficiale Harbor Command), Bob Duggan (Tommy), Doug Henderson
- Nota: L'episodio è conosciuto anche con il titolo Crime vs. The Media.

## Yacht Club
- Prima trasmissione: 10 gennaio 1958
- Regia: Roger Kay
- Sceneggiatura: Vincent Fotre

### Trama
Due uomini armati si introducono nello North Shore Yacht Club, ne rapiscono il manager e fuggono. La figlia cieca di quest'ultimo telefona alla polizia portuale e il capitano Baxter deve intraprendere una corsa contro il tempo poiché il manager è diabetico e ha bisogno di insulina.
- Interpreti: Richard Vath (Frank Ryan), William Flaherty (complice), Joyce Meadows (Jane Kimberly, la figlia cieca), Joseph Hamilton (Oen Kimberly, il manager), Paul Harber (ufficiale Ray), John Vick (Mr. Stetson), William A. Forester (Mr. Stewart), Michael Moros (ufficiale)
- Nota: L'episodio è conosciuto anche con il titolo Simple Burglary.

## Trapped Pilings
- Prima trasmissione: 17 gennaio 1958
- Regia: George Blair
- Soggetto: Jerome S. Gottler, Jack Rock
- Sceneggiatura: William Driskill

### Trama
Larry Davis, ex bracciante portuale, viene imprigionato per furto. Durante i cinque anni trascorsi in cella, nutre rancore nei confronti della società e al momento del rilascio, per vendetta dà inizio a un'ondata di criminalità: rapine, uccisioni (compreso l'uomo che testimoniò contro di lui cinque anni prima) e rapimenti.
- Interpreti: Jack Edwards (Larry Davis), Clark Howat (capo della polizia), Ginger Hall (Alice Norman), Jack Haddock (Sam Pearson), Thomas Wilde (Mr. Reed), Pierce Lyden (Simpson), Dean Berg (ufficiale McCormick)
- Nota: L'episodio è conosciuto anche con il titolo Revenge.

## Harbor Mission
- Prima trasmissione: 24 gennaio 1958
- Regia: Derwin Abrahams
- Sceneggiatura: Lee E. Wells

### Trama
Nonostante gli avvertimenti del capitano Baxter, Ma Sperling accoglie amorevolmente tutti nella sua missione nel porto. Ma si rende conto, troppo tardi, che non può affrontare eventuali malviventi da sola. Il capitano Baxter deve intervenire per catturare un uomo che ha ucciso un pensionante nella sua casa.
- Interpreti: Cheerio Meredith (Ma Sperling), Jack Hogan (Jake), Paul Gary (Ted), Dennis Moore (Kelly), James Cotten (Louie), Clark Howat (capo della polizia), James Waters (Ed Huffman), Dick Johnstone (uomo in missione)
- Nota: L'episodio è conosciuto anche con il titolo Mission Hideout.

## Gold Smugglers
- Prima trasmissione: 31 gennaio 1958
- Regia: Lew Landers
- Sceneggiatura: P. K. Palmer

### Trama
Con una firma falsa, un dentista e sua moglie ottengono una grande quantità di dentiere d'oro, da utilizzare per fonderle nascondendo l'oro ricavato nei coprimozzi delle loro automobili e portarlo in contrabbando all'estero dove possono rivenderlo al doppio del prezzo. Ma una terza persona viene a conoscenza dei loro piani e, quando sorprende i due a falsificare le firme, la sua vita è in pericolo.
- Interpreti: Pamela Duncan (Valerie Dehner), Richard Hervey (Mr. Dehner), John Pettit (capitano), Gregg Barton (Dr. Hartman), Orville Sherman (Arthur Sandoval), John Vick (spedizioniere), Charlie Crafts (Donald), John Murphy (ufficiale Beebe), Clark Howat (capo della polizia)
- Nota: L'episodio è conosciuto anche con il titolo Suicide or Murder.

## Contraband Diamonds
- Prima trasmissione: 7 febbraio 1958
- Regia: Lew Landers
- Sceneggiatura: Lee Berg

### Trama
Bill Garrison usa il magazzino del fratello Fred per losche operazioni di contrabbando di diamanti effettuate da una compagnia di spedizioni. Quando Fred minaccia rivelazioni alla polizia, viene ucciso durante una rissa e poi fa in modo di accusare di omicidio un uomo innocente. Il capitano Baxter scopre che la ragazza di Fred, Phyllis, viene minacciata di morte, e grazie a una bambola riuscirà ad arrestare l'assassino.
- Interpreti: Brett King (Bill Garrison), Darlene Albert (Phyllis Vanders), Maurice Argent (Gregory Cariff), Leonard Nimoy (Fred Garrison), George Douglas (ispettore Dobkin), William Bakewell (ufficiale Maxwell), Ray Bell (Mortimer), Clark Howat (capo della polizia)
- Nota: L'episodio è conosciuto anche con il titolo $500,000 in Diamonds.

## The Big Hoax
- Prima trasmissione: 14 febbraio 1958
- Regia: Lew Landers
- Sceneggiatura: Lee Berg

### Trama
Un ufficiale portuale è incaricato di ricercare il capo di un sindacato internazionale di droga e quando scopre che costui è suo padre, responsabile dell'uccisione di uno spacciatore, l'ufficiale rimane sbalordito e incapace di agire.
- Interpreti: Carlyle Mitchell (John Panamera), Neil Grant (Frank Panamera), Robert Riordan (agente Jim Graves), Thomas E. Jackson (Jennings), Peter Marshall (Pinkey Parker), Dick Bernie (Mickey Torrence), Clark Howat (capo della polizia), Mathew McCue (spacciatore)
- Nota: L'episodio è conosciuto anche con il titolo Top Man Junkie.

## The Witness
- Prima trasmissione: 21 febbraio 1958
- Regia: Derwin Abrahams
- Sceneggiatura: George Fass, Gertrude Fass

### Trama
Luisito, un ragazzino messicano che parla soltanto in spagnolo, assiste involontariamente a un omicidio. Passando inosservato, abbandona la barca paterna per seguire l'assassino nel suo nascondiglio, non sapendo di essere in pericolo. Il capitano Baxter organizza una perlustrazione su una nave mercantile per salvare il ragazzo.
- Interpreti: Jack Reitzen (Joseph "Biggy" Myers), Marjorie Stapp (padrona di casa), Natividad Vacío (Luisito Andrade), Carl Arnold (Sven Jensen), Byron Keith (ufficiale Bailey), Victor Hinojosa (Lucido Andrade), Bobby Byles (cameriere hotel), Marie Johnson (signora Bayliss), Gene Foster (guardia di sicurezza)
- Nota: L'episodio è conosciuto anche con il titolo Child Witness.

## Killer on My Doorstep
- Prima trasmissione: 28 febbraio 1958
- Regia: Derwin Abrahams
- Sceneggiatura: Robert Bassing, Bob Mitchell

### Trama
Paul e Vivian Garland, minacciati di essere scoperti per un vecchio crimine, sono costretti a nascondere un detenuto evaso che intende seminare terrore nel porto tenendo Vivian come ostaggio. Grazie a un ingegnoso sistema di segnali, il capitano Baxter riuscirà a catturare il fuggitivo.
- Interpreti: Brett Halsey (Paul Garland), Michael Garth (Steve Kemper), Patrick Waltz (ufficiale Bryan), Myrna Fahey (Vivian Garland), Byron Keith (ufficiale nella cabina telefonica), Bernie Marcus (Pat Harrington)
- Nota: L'episodio è conosciuto anche con il titolo Held Hostage.

## Four to Die
- Prima trasmissione: 7 marzo 1958
- Regia: Lew Landers
- Sceneggiatura: Lee E. Wells

### Trama
Due clochard vengono trovati uccisi sul molo e ciascuno tiene in mano una rara perla nera. Il capitano Baxter crede che altri due uomini possano fare la loro stessa fine a meno che non agisca in fretta, ma la perla è l'unico indizio per incastrare l'assassino.
- Interpreti: Herschel Bernardi (Turk Savage), Michael Fox (Pete Jackson), Clark Howat (capo della polizia), Leo Needham (capitano Nelson), Tony Michaels (Bruno Haggerty), Hal Taggart (archivista), Glen Kramer (Frank Kloss), Harry Monofrans (ufficiale Roy), Rick Roberts
- Nota: L'episodio è conosciuto anche con il titolo Black Pearls.

## Hostage
- Prima trasmissione: 14 marzo 1958
- Regia: Lew Landers
- Sceneggiatura: Jack Rock, Herbert L. Strock

### Trama
Dopo una festa di matrimonio tenuta su un piroscafo, gli invitati scendono sul molo lasciando gli sposini alla loro luna di miele, ma un killer intenzionato a fuggire prende in ostaggio i due nascondendoli in un armadietto.
- Interpreti: Richard Benedict (Arnold Freeman), Kaye Elhardt (Ellen Leeds), Bill Cassady (Graham Leeds), Cornelius Keefe (Joe Sculley), Clark Howat (capo della polizia), Troy Melton (vittima dell'aggressione), Harold Goodwin (capitano Gates)
- Nota: L'episodio è conosciuto anche con il titolo Newlywed Hostages.

## Rendezvous at Sea
- Prima trasmissione: 21 marzo 1958
- Regia: Derwin Abrahams
- Sceneggiatura: George Fass, Gertrude Fass

### Trama
Il corpo di una donna viene ritrovato galleggiante tra i rottami di un motoscafo. Il capitano Baxter indaga e, dopo scrupolose indagini, si rende conto che la morte della donna non è stata un incidente e che per il marito di lei è stato chiesto un riscatto e si trova ostaggio nelle mani degli assassini.
- Interpreti: John Dennis (Mel Barnes), Richard Emory (tenente Jay), Richard O'Brien (Ed White), Jeanne Neilson (signora Feeney), Marx Hartman (signor Brooks), Robert Lynn (signor Wagner), Roberto Piperio (Bender), Treece Desanctis (signora Manners)
- Nota: L'episodio è conosciuto anche con il titolo Kidnap Murder.

## Right to Die
- Prima trasmissione: 28 marzo 1958
- Regia: Derwin Abrahams
- Sceneggiatura: Hendrik Vollaerts, Lee E. Wells

### Trama
Norman Ames, un vecchio capitano, ridotto in povertà, paga un teppista per ucciderlo "accidentalmente" in modo che sua moglie continui a ricevere risarcimenti dall'assicurazione.
- Interpreti: George Selk (capitano Norman Ames), Maida Severn (Gracie Ames), Robert Tetrick (Tony Mora), Clark Howat (capo della polizia), Tony Cort (Sam Lennart)
- Nota: L'episodio è conosciuto anche con il titolo Self-Paid Murder.

## Date with Eternity
- Prima trasmissione: 4 aprile 1958
- Regia: Lew Landers
- Soggetto: Herbert L. Strock
- Sceneggiatura: Don Clark, Hendrik Vollaerts

### Trama
Pop Cates, proprietario di un peschereccio fatiscente, rimane ferito in mare e costretto a chiedere aiuto. Si scopre che è rimasto senza benzina per la terza volta in un mese e sua figlia non lo vuole più vedere poiché non ha mai visto il suo nipotino. Quando il peschereccio inizia ad imbarcare acqua rischiando di affondare in mezzo all'oceano, il capitano Baxter deve intervenire.
- Interpreti: Earle Hodgins (Pop Cates), Constance Cameron (Hedy White), Clark Howat (capo della polizia), Bruce Cooper (medico)
- Nota: L'episodio è conosciuto anche con il titolo Distress Call.

## Sunken Gold
- Prima trasmissione: 11 aprile 1958
- Regia: Lew Landers
- Sceneggiatura: Stephen Lord

### Trama
Un guardiano notturno viene trovato ucciso sul molo e il capitano Baxter scopre una mappa utilizzata durante la seconda guerra mondiale da contrabbandieri giapponesi per nascondere lingotti d'oro dal valore di 100.000 dollari. Quando anche il marinaio di un mercantile viene trovato accoltellato, Baxter si accorge che deve tradurre le scritte giapponesi sulla mappa per smascherare l'assassino.
- Interpreti: Steve Mitchell (Carl Ramsey), Robert Swan (Charles Ross), Jane Chang (Jane Lee), Clark Howat (capo della polizia), Eddie Bartell (guardiano notturno)
- Nota: L'episodio è conosciuto anche con il titolo Gold and Murder.

## Decoy
- Prima trasmissione: 18 aprile 1958
- Regia: Derwin Abrahams
- Sceneggiatura: Ted Thomas, Jan Leman

### Trama
Allan Brown, agente del Dipartimento del Tesoro, viene ucciso e l'assassino lascia un indizio, un taccuino che rivela i piani per contrabbandare incisioni contraffatte di banconote da 10 dollari. Il capitano Baxter si reca sotto copertura a Los Angeles e, grazie a un anello, scopre che l'assassino è un insospettabile.
- Interpreti: James Nolan (Allan Brown), Thom Carney (Dick Park), Regina Gleason (Rosie), Paul Power (Kellson), Mark Dunhill (Miogo), Ted Jacques (Joe), David Leland (informatore), Ollie O'Toole (agente Allan Brown), Joel Riordan (George Cooper), Fred Aldrich (proprietario della tavola calda)
- Nota: L'episodio è conosciuto anche con il titolo Smuggled Plates.

## Arson
- Prima trasmissione: 25 aprile 1958
- Regia: Lew Landers
- Sceneggiatura: Howard J. Green

### Trama
Un astuto piromane, durante un incendio sul porto, fa scattare un falso allarme provocando una deflagrazione che depista poliziotti e vigili del fuoco. Molte vite e case sono in pericolo per danni da milioni di dollari, e il capitano Baxter, con falsi sacchetti di nitrato, cerca di intrappolare l'incendiario.
- Interpreti: Don C. Harvey (capo dei pompieri Nelson), Preston Hanson (Hendricks), Arthur Lovejoy (George Hanford), Clark Howat (capo della polizia), Hank Travers (Bill Hendry)
- Nota: L'episodio è conosciuto anche con il titolo Firebug.

## Shore Patrol
- Prima trasmissione: 2 maggio 1958
- Regia: Derwin Abrahams
- Sceneggiatura: Leo A. Haendel, Hendrik Vollaerts

### Trama
Un gruppo di marinai della portaerei della Marina, scesi sul porto per un periodo di congedo dopo aver passato sei mesi in mare, si ritrovano nei guai quando uno di loro viene ferito con un coltello durante una rapina finita male da un truffatore che progetta di sbarazzarsi del ferito gettandolo nell'oceano.
- Interpreti: Rayford Barnes (Frank Sherman), Gary Vinson (Pat Duran), William Swan (tenente), Joan Lora (Gloria, alias Jane), Harry Fleer (Jess Perrin), Clark Howat (capo della polizia), Ronnie Schell (amico di Pat)
- Nota: L'episodio è conosciuto anche con il titolo Rolling the Navy.

## Smallpox
- Prima trasmissione: 9 maggio 1958
- Regia: Lew Landers
- Sceneggiatura: Roger Emerson Garris, Hendrik Vollaerts

### Trama
Thomas Redman, un marinaio arrestato con l'accusa di omicidio, fugge dal paese evitando la condanna. Quattro anni più tardi rientra a bordo di un mercantile, e viene preso in custodia dalle autorità sanitarie. Fugge nuovamente, nascondendosi nel molo, ma la diagnosi è che soffre di vaiolo, malattia estremamente contagiosa; il capitano Baxter deve ritrovarlo al più presto.
- Interpreti: Tommy Morton (Thomas Redman), Jack Harris (dottor Vanders), Clark Howat (capo della polizia), Harry Strang (Harry), Leon Alton (guardiano notturno), George Becwar (uomo sul battello)

## Ghost Ship
- Prima trasmissione: 16 maggio 1958
- Regia: Lew Landers
- Sceneggiatura: Orville H. Hampton

### Trama
Un peschereccio abbandonato, il "The Sea Horse", viene trovato galleggiante nel mezzo del porto e il suo equipaggio è scomparso. In base all'ultimo rapporto del primo ufficiale il capitano Baxter scopre che costui aveva denunciato la scomparsa di un assegno di 10.000 dollari dalla cabina del capitano. La teoria della frode assicurativa viene scartata quando gli uomini della Harbor Command entrano dentro il peschereccio e scoprono tracce di sangue nella cabina di pilotaggio e sul pavimento.
- Interpreti: Celia Whitney (Betty Lacentra), John Compton (Jack Chavelle), Ray Kellogg (Andy), Paul Cavanagh (Otis Foreman), Richard Warren (Andy), William Niemi (Bill), Sydney Chatton (Pete Matthews)
- Nota: L'episodio è conosciuto anche con il titolo Boat Adrift.

## Bum's Rush
- Prima trasmissione: 23 maggio 1958
- Regia: Derwin Abrahams
- Sceneggiatura: Richard Adam

### Trama
Alan e Janet Hurley uccidono il loro zio ricco zio gettandone il cadavere nel porto, denunciando la sua scomparsa. Quando sembrano essere al di sopra di ogni sospetto, il capitano Baxter scopre che un derelitto del porto ha assistito all'omicidio ma non lo ha denunciato poiché il guardiano notturno, che stava giocando a poker al momento dell'omicidio, utilizza la targa della loro automobile per ricattarli. Adesso il clochard sa di essere designato come possibile prossima vittima.
- Interpreti: Jack Littlefield (Harry Carter), Al Hopson (Bill Brown), Joan Marshall (Janet Hurley), Ray Boyle (Alan Hurley), Harry Monofrans (ufficiale Harry), John Pettit (Jonathan Gibson)
- Nota: L'episodio è conosciuto anche con il titolo Murder Extortion.

## Lover's Lane Bandits
- Prima trasmissione: 30 maggio 1958
- Regia: Lew Landers
- Sceneggiatura: Lee Berg

### Trama
Una coppia di banditi attacca una giovane coppia appartata in un vicolo frequentato dagli innamorati. Quando il ragazzo viene ucciso, la fidanzata, unica testimone dell'omicidio, viene terrorizzata riducendola al silenzio. Il capitano Baxter tenta di rintracciare i banditi prima che possano uccidere anche la ragazza.
- Interpreti: Cynthia Chenault (Carol Blaine), Richard O'Brien (Jackie), Donna Jo Boyce (Sue Adams), Glen Gordon (Mr. Blaine), Clark Howat (capo della polizia), Joe Miksak (guidatore), Harry Monofrans (Harry), Larry Bracken (Perry Gilbert),

## Lobster Smuggling
- Prima trasmissione: 6 giugno 1958
- Regia: Derwin Abrahams
- Soggetto: Howard J. Green
- Sceneggiatura: Hendrik Vollaerts

### Trama
Il corpo di un noto contrabbandiere viene trovato galleggiante nella baia. Il capitano Baxter, in collaborazione con la State Game and Fishing Commission, tenta di risolvere l'omicidio, e scopre che il racket del contrabbando di aragoste è intenzionato a far rientrare illegalmente nel paese un pericoloso criminale a bordo di un piccolo peschereccio. 
- Interpreti: William Henry (Lynch), Raymond Hatton (Pop Masters), Keith Vincent (Ben Masters), Clark Howat (capo della polizia), John Douglas (Doug), Carl Arnold (Scudder), Dave Allen (Joe Sandy), Harry Monofrans (ufficiale Harry)

## Clay Pigeon
- Prima trasmissione: 13 giugno 1958
- Regia: Derwin Abrahams
- Sceneggiatura: Hendrik Vollaerts

### Trama
Un ex detenuto, intenzionato a vendicarsi, ruba un potente fucile dall'officina di un armaiolo e giura di uccidere il capitano Baxter dopo averlo preso in giro con telefonate continue nel suo ufficio, sparandogli un colpo nel suo appartamento e seguendolo a un incontro pubblico, nascondendo una pistola in una valigetta.
- Interpreti: Robert Clarke (Dan Morton), Clark Howat (capo della polizia), Jack Lester (Ansom), Norman Sturgis (giornalista), Harry Monofrans (ufficiale Harry)
- Nota: L'episodio è conosciuto anche con il titolo Stalking Capt. Baxter.

## The Phychiatrist
- Prima trasmissione: 20 giugno 1958
- Regia: Derwin Abrahams
- Sceneggiatura: Gene Roddenberry, William Driskill

### Trama
Rilasciato dopo dieci anni di carcere, Leon Faulkner, un ex detenuto psicotico, dopo aver distrutto una camera d'albergo e picchiato l'impiegato della reception, si dirige verso il porto e la casa di uno psichiatra la cui testimonianza contro di lui lo aveva mandato in prigione.
- Interpreti: John Vivyan (Leon Faulkner), Del Courtney (dottor Albert Ritter), Jean Harvey (Etta Ritter), Douglas Dunlop (Tommy Ritter), Lee Jefferson (amico di Tommy), Lester Dorr (Mr. Jackson)
- Nota: L'episodio è conosciuto anche con il titolo Imaginary Insult.

## Sanctuary
- Prima trasmissione: 27 giugno 1958
- Regia: Eddie Davis
- Sceneggiatura: Joel Rapp, Richard Adam

### Trama
Un mercantile proveniente da un paese della cortina di ferro fa scalo in porto con il pretesto di un guasto al motore. Quando due rifugiati politici abbandonano la nave cercando riparo a terra, seguiti da alcuni agenti, il capitano Baxter cerca di intralciare le loro mosse.
- Interpreti: Harold Dyrenforth (Franz Mayerling), Lilyan Chauvin (Anna Meyerling), Bruce Wendell (Hannick), Marx Hartman (capitano Berger), William Meigs (Max), Scotty Morrow (Victor Mayerling), Al Covaii (automobilista)
- Nota: L'episodio è conosciuto anche con il titolo International Intrigue.

## Desperate Men
- Prima trasmissione: 4 luglio 1958
- Regia: James Sheldon
- Soggetto: Louis Vittes
- Sceneggiatura: Lee Berg

### Trama
Due banditi bloccano e feriscono il guardiano di una compagnia di navigazione e, dirottato un motoscafo taxi della baia, prendono in ostaggio il pilota, una donna indifesa e la sua bambina, costringendoli a salire a bordo di uno yacht ancorato nel porto. Il capitano Baxter escogita un ingegnoso piano di salvataggio: si traveste da proprietario dello yatch.
- Interpreti: Joel Ashley (Tom Mitchell), William Hudson (Frank Carson), Pamela Adams (signora Morgan), Tom Charlesworth (signor Morgan), Lynn Marshall (Cathy Morgan), Harry Holcombe (commodoro), Jack Battle (spedizioniere), Roger Barrett (Hank Evans)
- Nota: L'episodio è conosciuto anche con il titolo Armed Robbery.